# Coleby Lombardo
Coleby Jason Lombardo (* 7. September 1978 in Los Angeles, Kalifornien) ist ein US-amerikanischer Kinderdarsteller.
Lombardo begann seine Karriere schon im Kindesalter. 1986, im Alter von 8 Jahren, hatte er seine erste Rolle im Fernsehen. Er wurde durch seine Rolle als Scott Cassidy in der TV-Serie Die Colbys – Das Imperium bekannt. Für diese Rolle wurde er für Young Artist Award nominiert.

## Filmografie (Auswahl)
- 1986: Sledge Hammer!
- 1986–1987: Die Colbys – Das Imperium
- 1987: Twilight Zone
- 1988: Ein Engel auf Erden
- 1988: Inspektor Hooperman
- 1988: L.A. Law – Staranwälte, Tricks, Prozesse
- 1989: Die besten Jahre
- 1990: Rookie – Der Anfänger
- 1991: Beverly Hills, 90210
- 1991: Kevins Cousin allein im Supermarkt